# Bellegarde-en-Diois
Bellegarde-en-Diois este o comună în departamentul Drôme din sud-estul Franței. În 2009 avea o populație de 77 de locuitori.

## Evoluția populației
| An        | 1975 | 1982 | 1990 | 1999 | 2006 | 2009 |
| --------- | ---- | ---- | ---- | ---- | ---- | ---- |
| Populație | 61   | 77   | 73   | 63   | 74   | 77   |